# Kowczeg
Kowczeg – w ikonopisarstwie płytkie (do 5 mm) wgłębienie w środkowej części przedniej strony deski. W języku cerkiewnosłowiańskim słowo kowczeg oznacza arkę i nawiązuje do Arki Przymierza. Wskazywać to ma na sakralny charakter samego obrazu jako pewnego rodzaju relikwii.
W kowczegu umieszczano zasadniczy obraz, a na skraju deski, zwanym polem ikony – małe sceny i postaci świętych (klejma) lub napisy. Często też pole pozostaje puste, lub część obrazu wchodzi na nie z kowczegu (np. aureola). Niewielką krzywiznę pomiędzy polem ikony a kowczegiem, nazywa się łuzgą.
Istnieją dwie teorie pojawienia się kowczegu: estetyczna i „techniczna”. Według pierwszej, pole ikony wizualnie odpowiada ramie, pogłębiony obraz oddzielony jest od otoczenia, kowczeg sprawia wrażenie „okna”. Według teorii „technicznej” wgłębienie chroni deskę ikony przed deformacją wraz z upływem czasu, a także pomaga przy nanoszeniu ostatniej, ochronnej warstwy olejnej.
Obecność, głębokość, wielkość i inne cechy kowczegu pozwalają stosunkowo dobrze oceniać datę powstania ikony. Dawne ikony praktycznie wszystkie miały kowczeg. W XIV i XV wieku, pole ikony było bardzo wąskie, od wieku XVI poszerza się, zaczyna występować także podwójny kowczeg. W wieku XVII zaczynają pojawiać się ikony bez kowczegu w formie wgłębienia, chociaż wciąż pole ikony oddzielone jest obwódką w innym odcieniu barwy. Od XVIII wieku następuje powrót do kowczegu, często jest on jeszcze bardziej podkreślany przez wstawianie ikony w bogatą, dekoracyjną ramę osłaniającą pole ikony.
W języku rosyjskim, kolekcjonerów ikon określa się czasem „kowczeżnikami” (ковчежники), ponieważ dla nie-specjalisty kowczeg stanowi najłatwiejszy i często jedyny sposób określenia wieku ikony a tym samym jej wartości.